# Cryptoblepharus
Cryptoblepharus — рід сцинкоподібних ящірок родини сцинкових (Scincidae). Представники цього роду мешкають в Австралії та на островах Індійського і Тихого океанів.

## Опис
Представники роду Cryptoblepharus — невеликі п'ятипалі сцинки без повік та з блискучою лускою. Самці цього роду є меншими за самиць. Серед австралійських видів довжина найменшого представника роду (C. tytthos) становить 3 см, а найбільшого (C. litoralis) — 5,5 см.
Сцинки з роду Cryptoblepharus здатні швидко і з великою спритністю пересуватися, ловити комах у повітрі та з легкістю підійматися вертикальними поверхнями. Їх часто можна побачити, коли вони гріються на сонці, а при небезпеці ці сцинки швидко ховаються в норі або тріщині. Самці колективно відкладають яйця в одному місці, вони щорічно повертаються, щоб відкласти невелику кладку.
Рід Cryptoblepharus є одним з найбільш поширених у родині сцинкових. Представники цього роду поширені від східного узбережжя Африки, Мадагаскару і Коморських островів до Індонезії, Нової Гвінеї, Австралії та островів Тихого океану. Вони віддають перевагу скелястим місцевостям, шукають їжу як на землі, так і на деревах, а також в місцях, де відсутні джерела води. Основою раціону цих сцинків є дрібні безхребетні, зокрема павуки, мурахи і терміти.

## Види
Рід Cryptoblepharus нараховує 53 види:
- Cryptoblepharus adamsi Horner, 2007
- Cryptoblepharus africanus (Sternfeld, 1918)
- Cryptoblepharus ahli Mertens, 1928
- Cryptoblepharus aldabrae (Sternfeld, 1918)
- Cryptoblepharus ater (Boettger, 1913)
- Cryptoblepharus australis (Sternfeld, 1918)
- Cryptoblepharus balinensis Barbour(інші мови), 1911
- Cryptoblepharus bitaeniatus (Boettger, 1913)
- Cryptoblepharus boutonii (Desjardins, 1831)
- Cryptoblepharus buchananii (Gray, 1838)
- Cryptoblepharus burdeni Dunn, 1927
- Cryptoblepharus caudatus (Sternfeld, 1918)
- Cryptoblepharus cognatus (Boettger, 1913)
- Cryptoblepharus cursor Barbour, 1911
- Cryptoblepharus cygnatus Horner, 2007
- Cryptoblepharus daedalos Horner, 2007
- Cryptoblepharus egeriae (Boulenger, 1888)
- Cryptoblepharus eximius Girard, 1857
- Cryptoblepharus exochus Horner, 2007
- Cryptoblepharus fuhni Covacevich & Ingram, 1978
- Cryptoblepharus furvus Horner, 2007
- Cryptoblepharus gloriosus (Stejneger, 1893)
- Cryptoblepharus gurrmul Horner, 2007
- Cryptoblepharus juno Horner, 2007
- Cryptoblepharus keiensis (Roux, 1910)
- Cryptoblepharus leschenault (Cocteau, 1832)
- Cryptoblepharus litoralis (Mertens, 1958)
- Cryptoblepharus megastictus Storr, 1976
- Cryptoblepharus mertensi Horner, 2007
- Cryptoblepharus metallicus (Boulenger, 1887)
- Cryptoblepharus nigropunctatus (Hallowell, 1861)
- Cryptoblepharus novaeguineae Mertens, 1928
- Cryptoblepharus novocaledonicus Mertens, 1928
- Cryptoblepharus novohebridicus Mertens, 1928
- Cryptoblepharus ochrus Horner, 2007
- Cryptoblepharus pannosus Horner, 2007
- Cryptoblepharus plagiocephalus (Cocteau, 1836)
- Cryptoblepharus poecilopleurus (Wiegmann, 1836)
- Cryptoblepharus pulcher (Sternfeld, 1918)
- Cryptoblepharus quinquetaeniatus (Günther, 1874)
- Cryptoblepharus renschi Mertens, 1928
- Cryptoblepharus richardsi Horner, 2007
- Cryptoblepharus ruber Börner & Schüttler, 1981
- Cryptoblepharus rutilus (W. Peters, 1879)
- Cryptoblepharus schlegelianus Mertens, 1928
- Cryptoblepharus tytthos Horner, 2007
- Cryptoblepharus ustulatus Horner, 2007
- Cryptoblepharus virgatus (Garman, 1901)
- Cryptoblepharus voeltzkowi (Sternfeld, 1918)
- Cryptoblepharus wulbu Horner, 2007
- Cryptoblepharus xenikos Horner, 2007
- Cryptoblepharus yulensis Horner, 2007
- Cryptoblepharus zoticus Horner, 2007

## Етимологія
Наукова назва роду Cryptoblepharus походить від сполучення слів дав.-гр. κρυπτος — прихований і βλεφαρων — повіка.